# Uechi-ryū
L'Uechi-ryū est un des styles majeurs de karaté à Okinawa. 

## Historique
Style de karatedō okinawaïen hérité de l'enseignement de Kambun Uechi, qui naquit à Okinawa le 5 mai 1877. Son père était un paysan et la famille Uechi vivait très modestement. Homme tranquille et très doux, le père se faisait souvent importuner par ses voisins. Aussi, le jeune Kanbun décida-t-il d’apprendre les arts martiaux pour devenir fort et se faire respecter. À l’âge de vingt ans, pour éviter la conscription, il partit en Chine. Là, en 1897, dans la province de Fujian, il fit la connaissance d’un maître chinois Zhou Zihe (Shu Shiwa en okinawaïen). Shu Shiwa, expert d’une école de boxe chinoise du nom de pangainoon, enseignera ce style à Kanbun pendant dix ans. Ce type d'art martial est basé sur les boxes du tigre, de la grue et du dragon. Son originalité est le travail main ouverte, les coups portés avec la pointe des orteils, des piques aux yeux, des blocages circulaires…